# Jesper Parnevik
Jesper Parnevik (Stockholm, 7 maart 1965) is een Zweedse golfprofessional.

## Amateur

#### Teams
- Eisenhower Trophy (namens Zweden): 1984, 1986
- St Andrews Trophy (namens Continentaal Europa): 1986

## Professional
In 1986 werd Parnevik professional. Dat Parnevik de zoon is van een komiek werd duidelijk toen hij zich in 1987 op de Tourschool in Montpellier vertoonde. Hij had een baseballpet op, waarvan de klep naar boven was gedraaid, en op die flap stond de Zweedse vlag en "Hello Sweden". Hij speelde aanvankelijk ook op de Telia Tour waar hij in 1988 ook zijn eerste overwinningen behaalde als professional: eerst was er winst op de Ramlösa Open waarna hij een maand later ook de beste was op de Odense Open. Daarna groeide hij door naar de Europese PGA Tour waar hij in 1993 zijn eerste overwinning liet optekenen op de Bell's Scottish Open. Vanaf 1994 speelde Parnevik hoofdzakelijk op de PGA Tour, al volgden er ook nog 3 overwinningen op de Europese Tour. Parnevik won zo in 1995 het Volvo Scandinavian Masters op de Barsebäck Golf & Country Club in Malmö en was daarmee de eerste Zweed die op eigen bodem een toernooi van de Europese PGA Tour won.
In 1994 was Parnevik goed voor de 2e plaats op The Open Championship, achter Nick Price. Ook in 1997 strandde Parnevik op de 2e plaats op The Open Championship, waar dit keer Justin Leonard net te sterk was. In 1997 werd Parnevik ook een eerste keer geselecteerd voor de Europese selectie voor de Ryder Cup. Onder leiding van Seve Ballesteros haalde hij 2 punten voor het Europese team dat ook het beste was in het eindklassement van deze editie. 
Op de Amerikaanse PGA Tour kon Parnevik een eerste keer winnen in 1998 wanneer hij de beste was op de Phoenix Open. De daaropvolgende jaren won Parnevik nog 4 PGA-toernooien. Op 14 mei 2000 stond Parnevik op de 7e plaats op de wereldranking, zijn hoogste positie tijdens zijn ganse loopbaan en op dat moment de hoogste positie die ooit werd behaald door een Zweedse golfer. In 2002 behaalde Parnevik met het Europese team een nieuwe overwinning op de Ryder Cup. Daarna behaalde hij steeds minder goede resultaten, waarbij hij vanaf 2010 ook nog werd geplaagd door diverse blessures. Vanaf 2015 speelt Parnevik op de Champions Tour waar hij in 2016 zegevierde op de Insperity Invitational. 

### Overwinningen
| Jaar | Toernooi                            | Tour                                |
| ---- | ----------------------------------- | ----------------------------------- |
| 1988 | Ramlösa Open                        | Zweedse Golf Tour                   |
| 1988 | Odense Open                         | Zweedse Golf Tour                   |
| 1988 | Open Passing Shot                   | -                                   |
| 1988 | Europcar Cup                        | -                                   |
| 1990 | SI Compaq Open                      | Zweedse Golf Tour en Challenge Tour |
| 1993 | Bell's Scottish Open                | Europese PGA Tour                   |
| 1995 | Volvo Scandinavian Masters          | Europese PGA Tour                   |
| 1996 | Trophée Lancôme                     | Europese PGA Tour                   |
| 1997 | Johnnie Walker Super Tour           | -                                   |
| 1997 | Ryder Cup                           | -                                   |
| 1998 | Phoenix Open                        | PGA Tour                            |
| 1998 | Volvo Scandinavian Masters          | Europese PGA Tour                   |
| 1999 | Greater Greensboro Chrysler Classic | PGA Tour                            |
| 2000 | Bob Hope Chrysler Classic           | PGA Tour                            |
| 2000 | GTE Byron Nelson Classic            | PGA Tour                            |
| 2001 | The Honda Classic                   | PGA Tour                            |
| 2002 | Ryder Cup                           | -                                   |
| 2016 | Insperity Invitational              | Champions Tour                      |

### Teamdeelnames
- Ryder Cup: 1997, 1999, 2002
- Alfred Dunhill Cup: 1993, 1994, 1995, 1997
- World Cup:  1994, 1995
- Europcar Cup: 1988

### Resultaten op deMajors
| Major                 | 1986 | 1987 | 1988 | 1989 | 1990 | 1991 | 1992 | 1993 | 1994 | 1995 | 1996 | 1997 | 1998 | 1999 | 2000 | 2001 | 2002 | 2003 | 2004 | 2005 | 2006 | 2007 | 2008 | 2009 | 2010 | 2011 | 2012 | 2013 | 2014 | 2015 | 2016 | 2017 | 2018 | 2019 | 2020 |
| --------------------- | ---- | ---- | ---- | ---- | ---- | ---- | ---- | ---- | ---- | ---- | ---- | ---- | ---- | ---- | ---- | ---- | ---- | ---- | ---- | ---- | ---- | ---- | ---- | ---- | ---- | ---- | ---- | ---- | ---- | ---- | ---- | ---- | ---- | ---- | ---- |
| Masters Tournament    |      |      |      |      |      |      |      |      |      |      |      | T21  | T31  | CUT  | T40  | T20  | T29  |      |      | CUT  |      |      |      |      |      |      |      |      |      |      |      |      |      |      |      |
| U.S. Open             |      |      |      |      |      |      |      |      |      |      |      | T48  | T14  | T17  | CUT  | T30  | T54  | CUT  |      |      |      |      | T74  |      |      |      |      |      |      |      |      |      |      |      |      |
| The Open Championship |      |      |      |      |      |      |      | T21  | T2   | T24  | T45  | T2   | T4   | T10  | T36  | T9   | T28  | DQ   |      |      |      |      |      |      |      |      |      |      |      |      |      |      |      |      |      |
| PGA Championship      |      |      |      |      |      |      |      |      | CUT  | T20  | T5   | T45  | CUT  | T10  | T51  | T13  | CUT  | T34  | CUT  | T28  | CUT  |      |      |      |      |      |      |      |      |      |      |      |      |      |      |

CUT = miste de cut halverwege

### Resultaten op deWorld Golf Championships
| Toernooi             | 1999 | 2000   | 2001 | 2002 | 2003 | 2004 | 2005 | 2006 | 2007 | 2008 | 2009 | 2010 | 2011 | 2012 | 2013 | 2014 | 2015 | 2016 | 2017 | 2018 | 2019 | 2020 |
| -------------------- | ---- | ------ | ---- | ---- | ---- | ---- | ---- | ---- | ---- | ---- | ---- | ---- | ---- | ---- | ---- | ---- | ---- | ---- | ---- | ---- | ---- | ---- |
| WGC Kampioenschap    |      | opgave |      |      |      |      |      |      |      |      |      |      |      |      |      |      |      |      |      |      |      |      |
| WGC Matchplay        | R64  | R16    |      | R64  |      |      |      |      |      |      |      |      |      |      |      |      |      |      |      |      |      |      |
| WGC Invitational     | T27  |        |      | T71  | T71  | T22  |      |      |      |      |      |      |      |      |      |      |      |      |      |      |      |      |
| WGC - HSBC Champions |      |        |      |      |      |      |      |      |      |      |      |      |      |      |      |      |      |      |      |      |      |      |